# 림뷔르흐 공국
림뷔르흐 공국(네덜란드어: Hertogdom Limburg)은 1839년 런던 조약 체결로 네덜란드 림뷔르흐주의 일부를 분리하여 만들어진 국가이다. 오늘날의 림뷔르흐주와는 마스트리히트와 펜로를 제외하면 그 영역이 같다. 림뷔르흐 공국은 신성로마제국의 후신인 독일 연방의 회원국으로 있었다가 1867년 네덜란드 왕국으로 편입되었다.

## 역사

### 분리 건국
1815년 빈 회의로 설립된 독일 연방은 독일 지역 39개 회원국 간의 경제협력을 위해 출범한 느슨한 국가연합체였다. 1830년 프랑스어권 단체, 가톨릭교 단체, 자유주의 성향의 단체가 힘을 모아 네덜란드 연합왕국의 일부였던 벨기에의 독립을 선언하였는데 이것을 벨기에 혁명이라 한다. 이는 연방 수립 당시 독일 연방에 속하지 않았던 림뷔르흐 지역이 가입하게 되는 계기로 작용하였다.
1839년 런던 평화조약에서 네덜란드 국왕은 자신들의 소유였던 룩셈부르크 대공국의 서쪽 절반 영토를 신생 벨기에국에 양도하기로 하였다. 그러나 룩셈부르크는 독일 연방이 창설된 이래 독일 연방의 회원국이었기에, 이번에 서부 지역이 벨기에로 넘어가면 약 15만 명의 인구를 잃게 되는 셈이었다. 독일 연방 측은 룩셈부르크의 영토를 넘겨주는 대신, 그에 걸맞는 다른 지역을 본인들의 관세 동맹 내 공동 시장에 편입될 수 있도록 네덜란드 측이 내놓아야 한다는 주장을 내세웠다. 결국 네덜란드는 15만 명 정도의 인구가 거주하는 지역을 독일 연방 측에 양보키로 하고, 림뷔르흐주에서 대도시인 마스트리흐트와 펜로를 제외한 나머지 지방을 '림뷔르흐 공국'으로 독립시키게 되었다.

### 재편입과 유산
1866년 오스트리아와 프로이센 간에 전쟁이 벌어지면서 독일 연방이 해체되었다. 이로서 네덜란드 왕의 소유인 동시에 독일 연방 회원국으로 남아 있던 룩셈부르크 대공국과 림부르크 공국의 지위가 애매해지는 문제가 발생하였다. 이를 해결하기 위해 1867년 체결된 제2차 런던 조약에서는 림뷔르흐 지역이 "네덜란드 왕국의 필수 지역"임을 확실히 하였다. 반대로 룩셈부르크는 1839년 제1차 런던 조약에 따라 네덜란드 왕국과 동군연합을 유지하면서도 독립국이 되었기에 네덜란드로 재편입되지 않았으며 오늘날까지도 룩셈부르크는 독립국으로 남아 있다.
공국의 해체와는 별개로 '림뷔르흐 공작'이라는 직위는 1907년 2월까지 일부 공무에 있어 계속해서 사용되어 왔다. 또 오늘날 네덜란드에서 림뷔르흐주의 국왕대리 행정관은 '지배자'로 불리기도 한다. 다만 행정관의 정식 직함은 다른 지방의 직함과 다르지 않고 통일되어 있다.

## 같이 보기
- 림뷔르흐주 (1815년)